# Alfred Wallis

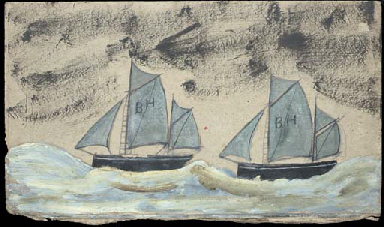
Two sailboats with 'BH' on the sails (ohne Jahr)

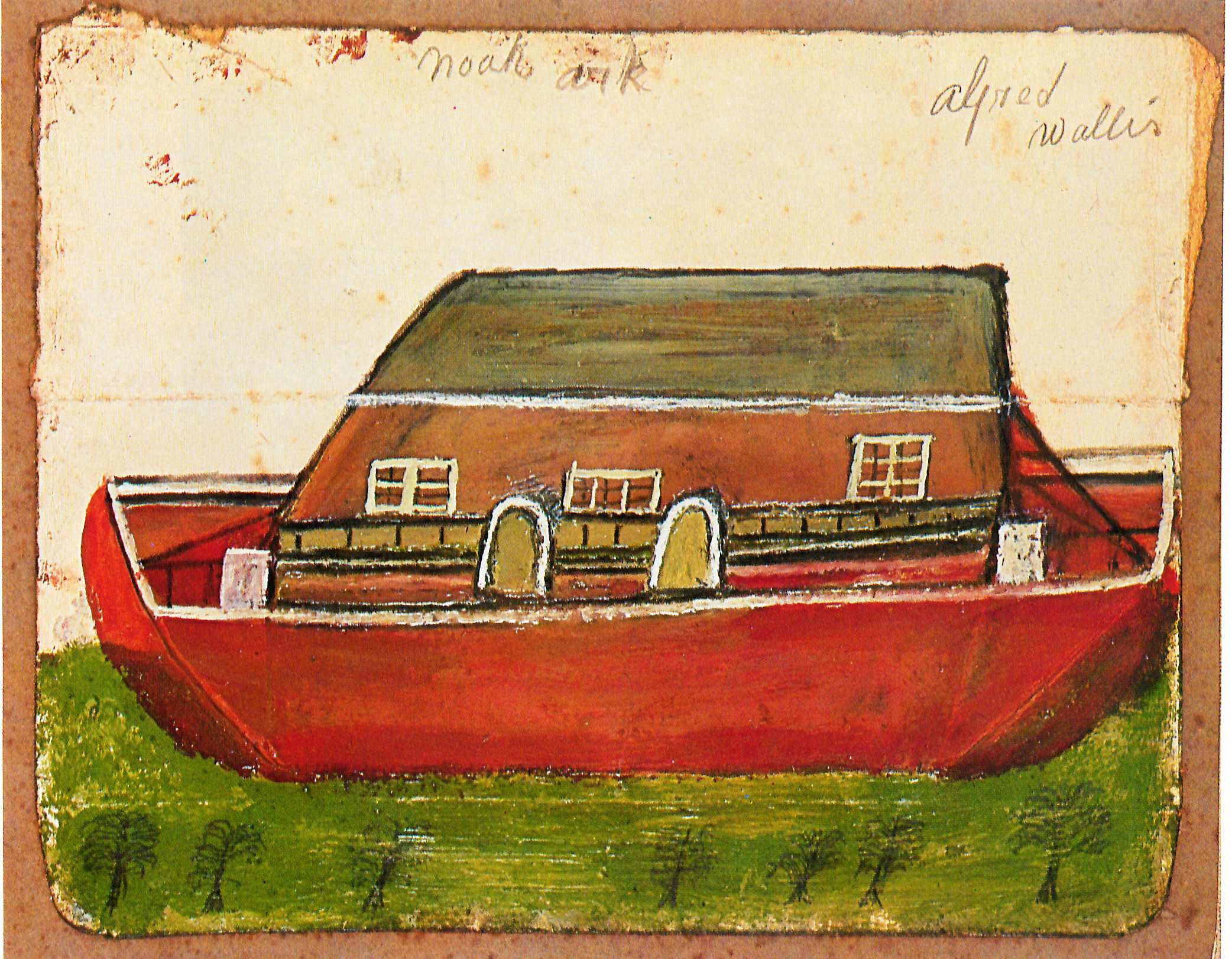
Arche Noah, ohne Jahr, Sammlung Zander

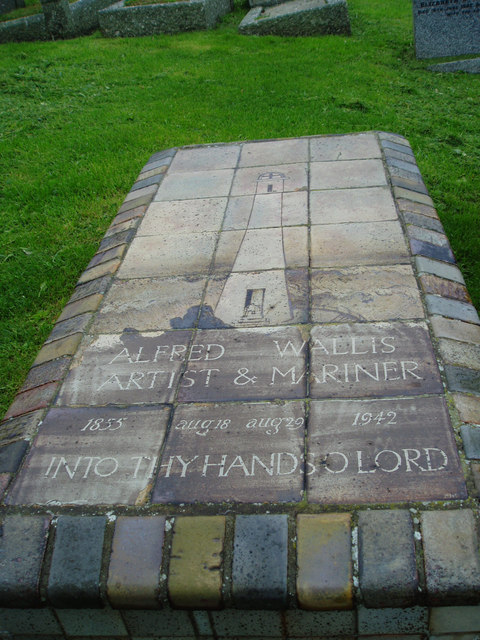
Grab

Alfred Wallis (* 18. August 1855 in Devonport, Plymouth; † 29. August 1942 in Madron) war ein britischer Künstler der Naiven Malerei.    

## Leben
Alfred Wallis wuchs in Devonport und in Penzance auf und wurde mit neun Jahren Schiffsjunge der Handelsschifffahrt auf dem Nordatlantik und im Hochseefischfang.  Nach seiner Heirat im Jahr 1885 heuerte er auf lokalen Fischkuttern an und arbeitete in Penzance. 1890 zog die Familie nach St Ives, wo er ein kleines Ladengeschäft führte. Nach dem Tod seiner Frau im Jahr 1920 begann er als Autodidakt zu malen. Er malte mit den am Ort gehandelten Schiffsfarben auf billigen Materialien wie Karton, Holzbrettern und Dosen. Seine Bilder entspringen seinem Gedächtnis; er malte Dinge, die er früher einmal gesehen hatte. Die gemalten Bilder wurden sonntags verhüllt, da dies seinem religiösen Verständnis des Bilderverbots entsprach. 
Als 1928 die Londoner Avantgardisten Ben Nicholson und Christopher Wood eine Künstlerkolonie in St Ives aufmachten, wurde er von den jungen Künstlern als lokales Original in ihren Kreis aufgenommen. Wallis blieb allerdings bei seinem naiven Malstil. Er konnte nur wenig verkaufen und starb in Armut. Bei seiner Beerdigung waren Naum Gabo, Adrian Scott Stokes, Margaret Mellis, Bernard Leach und Barbara Hepworth zugegen. Gabo schrieb auf eine Kranzschleife: „Dem Künstler, dem die Natur die seltenste Gabe verlieh: nicht zu wissen, dass er ein Künstler ist“. Der Töpfer Bernard Leach gestaltete Wallis' Grab in St Ives. 
Die erste Einzelausstellung erfolgte postum 1962 in London. Die größte Sammlung seiner Bilder ist im Besitz von Kettle’s Yard, Cambridge. Weitere Werke werden in der Tate St Ives, im Museum of Modern Art in New York und in der Sammlung Zander in Köln gezeigt. Norman Levine schrieb 1956 über ihn die Kurzgeschichte A Sabbath Walk.

## Ausstellungen (Auswahl)
- 27 Künstler, 209 Werke. Sammlung Zander, Bönnigheim (23.3.2016 – 28.8.2016)
- Der Schatten der Avantgarde. Rousseau und die vergessenen Maler. Folkwang Museum, Essen (2.10.2015 – 10.1.2016)
- Alfred Wallis, Modern Art Gallery, London, (10.07.2015 – 8.10.2015)
- Sous le vent de l'Art Brut. Collection Charlotte Zander, Halle Saint Pierre, Paris (17.1.2011 – 26.8.2011)
- Alfred Wallis, Piccadilly Gallery, London (17.7.1962 – 11.8.1962)
- Maler des einfältigen Herzens, Museum am Ostwall, Dortmund (20.09.1952 – 18.10.1952)
- Modern Primitives: Artists of the People, Museum of Modern Art, New York (21.10.1941 – 30.4.1944)